# Neus Aguado
Neus Aguado (Córdoba, 1955) es una escritora, poeta, periodista, traductora y crítica literaria argentina radicada en España.

## Trayectoria
Nació en Argentina y se trasladó con su familia a Cataluña a los 10 años y vivió en Tarrasa entre 1965 y 1982. Con 15 años, se inició como periodista en el periódico Diari de Terrassa, El Correo Catalán, Tele/eXprés y posteriormente colaboró en El Noticiero Universal, La Vanguardia y El Observador; también fundó y fue parte del consejo de redacción de la revista Al Vent. Revista de Terrasa. Su trabajo está mayormente orientado al periodismo cultural.
Estudió en el Instituto del Teatro de Colonia de Alemania, en la Universidad de Sart Tilman de Lieja y es licenciada en arte dramático por el Instituto del Teatro de Barcelona y en Ciencias de la Información por la Universidad Autónoma de Barcelona.
Aguado ha realizado montajes de teatro como Alejandra en el país de la soledad, basada en la obra de la poeta argentina, Alejandra Pizarnik, y otras autoras españolas, como Anna Murià o Maria-Mercè Marçal. Como escritora es autora poesía, ensayo, narrativa, traducciones, antologías y artículos para revistas literarias; también ha colaborado en obras colectivas junto a otras poetas. Ocupó el cargo de Secretaria General en la Asociación Colegial de Escritores de Cataluña (ACEC), fue cofundadora del Comité de Mujeres Escritoras dentro del PEN Catalán, y trabajó en el Barcelona Centre for International Affairs (CIDOB).
La obra de Aguado se ha traducido a varios idiomas como: francés, alemán, inglés y ruso; también su obra, Las habitaciones del Paraíso fue traducida a quince idiomas en el Coloquio Internacional sobre la Traducción Literaria.

## Obra

### Poesía
- 1982. Paseo présbita. La Gaya Ciencia, Barcelona. ISBN 978-84-7080-199-0.
- 1987. Blanco Adamar.  Pedagógica del Vallés, Terrasa.
- 1989. Ginebra en bruma rosa. Lumen, Barcelona.
- 1995. Paraules violeta. Ma. Dolores Viciana, Barcelona.
- 2000. Aldebarán. Lumen, Barcelona.
- 2002. Entre leones. Carlos Morales del Coso, Cuenca.
- 2005. Intimidad de la fiebre. El Toro de Barro, Cuenca.
- 2006. En el desorden de la casa. En colaboración con Marga Ximenez. MX Espai Edicions 1010. Barcelona.
- 2014. Tal vez el Tigre. In-verso, ediciones de poesía, Barcelona.
- 2023. 66 maneras de mirar. Animal Sospechoso Editor.[12]
- 2024. En la llovizna del puerto. Cuadernos de la Errantía.[12]

### Narrativa
- 1986. Juego cautivo. Laia, Barcelona, .
- 1990. Paciencia y barajar. Tusquets Editores, Barcelona.

### Ensayo
- 1992. Guia del Cementiri de Montjuïc. Ajuntament de Barcelona, Barcelona.
- 1995. Guía de lectura: “Primavera con una esquina rota de Mario Benedetti”. Pocket Edhasa, Barcelona.
- 1999. Paisatge emergent. Trenta poetes catalanes del segle XX. Coautora. Edicions de la Magrana, Barcelona.

### Traducciones
- 2005. Antología de Montserrat Abelló. Amelia Romero Editora.
- 2005. Antología de Maria Mercè Marçal. Amelia Romero Editora.
- 2004. Misterioses fruites de Joaquina Jaume Carbó. Ediciones Proa, S.A.
- 2019. La serpiente. Artículos de desobediencia.de Sònia Moll. Godall Edicions.

### Artículos de revistas
- 1992. Cuatro poetas canadienses: Rhea Tregebov; Di Brandt; Nicole Brossard; Louise Cotnoir con Montserrat Abelló. El Ciervo: revista mensual de pensamiento y cultura. ISSN 0045-6896.
- 2002. A modo de desciframiento. Lectora: revista de dones i textualitat, ISSN 1136-5781
- 2012. La intimidad de la poeta y su eclosión vital. Zurgai: Euskal herriko olerkiaren aldizkaria : Poetas por su pueblo, ISSN 0214-7653